# Tarim (Jemen)
Tarim, auch Terim, (arabisch تريم, DMG Tarīm) ist eine Stadt im Hadramaut im Südosten des Jemen. Die Bedeutung Tarims lag einst darin, dass sie eine Stadt der Seyids war und diese das Sultanat Kathiri beherrschten. Heute ist die Stadt wissenschaftliches, rechtliches und religiöses Zentrum der Region. Hier leben vermutlich die weltweit meisten Nachkommen des Propheten Muhammad, weshalb der Stadt weitere historische Bedeutung zukommt. Diverse islamische Gelehrte entstammen der Stadt, wie Imam al-Haddad oder Umar bin Hafiz.
Im Durchschnitt liegt das Hadramaut in einer Höhe von 1370 Metern. Tarim liegt knapp halb so hoch auf über 600 Metern. 176 km südlich liegt die Küste zur Arabischen See. Sai'ūn liegt 35 km nordwestlich. Felsplateaus prägen das Umland von Tarim. Diese weisen Höhen bis 900 Meter auf und sind durchschnitten von zahlreichen Tälern.
Als eine der größten Städte im Jemen ist Tarim Kreuzungspunkt mehrerer alter Handelsrouten. Es finden sich folglich viele Moscheen und Paläste. Diese sind häufig geprägt von fernöstlichen Elementen. In der Blütezeit dieser Stadt standen hier jeweils über 300 Moscheen und Koranschulen.

## Architektur
Tarim hat eine vielfältige kulturelle Vergangenheit. Die Bauten zeigen neben ausländischen Einflüssen auch detailverliebte dekorative Elemente. Die Architekturgeschichte Tarims vermittelt zwischen den Kulturen inner- und außerhalb des modernen Nationalstaats. Tarim ist eine nach außen vollkommen offene Stadt, ohne Stadtmauern oder sonstige Befestigungsanlagen.

### Moscheen und Bibliotheken
365 Moscheen sollen während der Blütezeiten Tarims in der Stadt gestanden haben. Eine Moschee, die Sirjis-Moschee, datiert aus dem 7. Jahrhundert. Ebenso soll es um eine zweite Moschee, die Bā ʿAlawī bestellt sein. Stilistische Merkmale deuten darauf hin, dass die heutigen Bauten aus dem 15. beziehungsweise 16. Jahrhundert stammen müssten; jedenfalls lassen sich die Bauelemente nicht den frühen islamischen Jahren zuordnen. Zwischen dem 17. und dem 19. Jahrhundert waren die Moscheen von bedeutendem Einfluss auf die islamische Gelehrsamkeit in der Region. Die berühmte Al-Mihdar-Moschee wird von einem 53 m hohen Minarett, dem höchsten im Jemen, überragt. Konzipiert wurde es von den einheimischen Baumeistern Abu Bakr bin Shihab und Alawi Al Mash'hūr. Alle großen Gebäude der Stadt haben einen quadratischen Grundriss und stehen in gleichmäßigen Reihen. Im Detail trifft man auf die traditionellen Handelsbeziehungen der Stadt, die durch eingebaute Tore beispielsweise aus Singapur und diverse Türspitzen aus Indien offenbar werden.
Tarim verfügt zudem über eine riesige Bibliothek, die Awqaf-Bibliothek. In dieser werden mehr als 5000 Handschriften aus der Region verwaltet. Themen der Zeiten sind verewigt, wie die Lehren des Propheten, des islamischen Rechts, des Sufismus, der Medizin, der Astronomie und der Landwirtschaft. Geschichtsbiographien, Lehrbücher zur Mathematik, Philosophie, Logik und die acht Bände des Abu Muhammad al-Hasan al-Hamdanis al-Iklil, einem bedeutenden muslimischen Gelehrten, sind hier eingestellt. Zwischen 300 und 400 der (einzigartigen) Manuskripte werden allein dem Gelehrten Abd al-Qader Sabban zugeordnet.

### Paläste
Tarim ist überdies bekannt für seine unzähligen Paläste. Zwischen den 1870er und 1930er Jahren entstanden allein dreißig Paläste. In dieser Zeit erlangten etliche hadramitische Kaufmannsfamilien erheblichen Reichtum durch Handel und Investitionen. Die Awqaf-Familie galt als dabei als die einflussreichste. Viele Familienmitglieder waren von den Religionsgelehrten anerkannt und respektiert. Viele öffentliche Bauprojekte unterlagen dem Zeitgeist der Modernisierung des Landes. Die Paläste überdauerten die koloniale Periode als Leistungsnachweis für Familienwohlstand und Modernisierung. Der Baustil enthielt Einflüsse aus der Mogul-Architektur, der viktorianischen Architektur, der Art Nouveau, Art déco, Rokoko, Neoklassizismus und sonstigen modernen jemenitischen Stilen, umgesetzt durch die traditionsreiche jemenitische Bauweise mit Lehmziegeln und Kalkverputz („malas“).

### Der Qasr-al-ʿIschscha-Komplex
Ein hervorstechendes Beispiel der Architektur des Kalkverputzes stellt der Qasr-al-ʿIschscha-Komplex dar. 
In der Zeit von 1970 bis 1991 wurde der Qasr-al-ʿIschscha-Komplex durch die Volksdemokratische Republik Jemen enteignet und als Vielfamilienhaustrakt parzelliert. Nachfahren erhielten den Gebäudekomplex später zurück. 1997 mietete sich die Historical Society for the Preservation of Tarim ein, um die Anlage Museumszwecken zuzuführen.

## Verkehr
Der Flughafen Sai'ūn liegt 30 km von Tarim entfernt.